# Microtypus desertorum
Microtypus desertorum är en stekelart som beskrevs av Shestakov 1932. Microtypus desertorum ingår i släktet Microtypus och familjen bracksteklar. Inga underarter finns listade i Catalogue of Life.